# Ahmad Joudeh

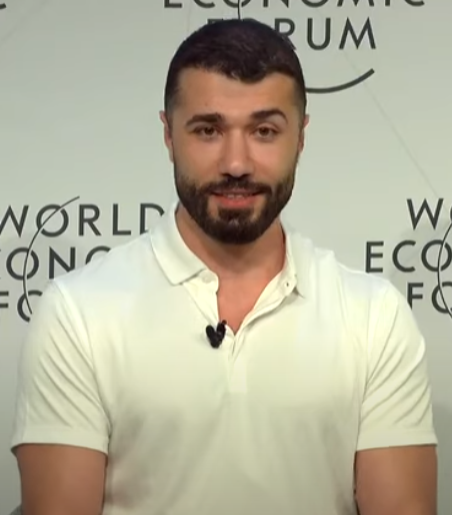
Ahmad Joudeh

Ahmad Joudeh (* 1990 in Damaskus) ist ein ehemals staatenloser, in Syrien aufgewachsener Balletttänzer und Choreograf, der mittlerweile die niederländische Staatsangehörigkeit besitzt. Internationale Bekanntheit brachte ihm seine Mitwirkung in dem preisgekrönten Dokumentarfilm Dance or Die (2018) ein. Auch setzt er sich als Aktivist für die Belange von Flüchtlingen ein.

## Leben

### Kindheit und Ausbildung
Ahmad Joudeh wurde in dem palästinensischen Flüchtlingslager Jarmuk am Rande der syrischen Hauptstadt Damaskus geboren. Sein Vater war Sohn eines palästinensischen Flüchtlings, seine Mutter stammte aus dem syrischen Palmyra. Dennoch wuchs Joudeh als staatenloser Flüchtling auf. Die ersten Jahre verbrachte er abgeschottet im Lager, wo er auch die Schule besuchte. Er hat einen jüngeren Bruder und eine jüngere Schwester.
Erstmals mit dem Tanz in Berührung kam Joudeh im Alter von acht Jahren als Zuschauer einer Schulaufführung von Tschaikowskis Ballett Schwanensee. Es war das erste Mal, dass er das Lager verlassen hatte, ursprünglich um dank seiner Gesangsstimme auf der Schulfeier zu singen. Daraufhin wollte Joudeh Tänzer werden. Nachdem er sich das Tanzen als Autodidakt selbst beigebracht hatte, fand er 2006 als 16-Jähriger Aufnahme in der syrischen Ballettkompanie Enana Dance Theater in Damaskus. Dort absolvierte er erstmals eine professionelle Ausbildung in den Bereichen Ballett, Gymnastik und Modern Dance und trainierte dort bis 2015. Seine Tanzausbildung hielt er weitgehend vor seinem Umfeld geheim.
Während Joudehs Mutter seine Ambitionen als Tänzer unterstützte und ihren Sohn ein Jahr lang decken konnte, missbilligte der Vater, ein Hobby-Musiker, die Tätigkeit seines Sohnes, als er sie entdeckte. Ein männlicher Tänzer werde in Joudehs kulturellem Umfeld nicht akzeptiert und gelte als Schande für die Familie. Sein Vater schlug ihn und verbrannte die Tanzkleidung („Jeder hat seinen eigenen Krieg. Meiner begann, als ich mich entschloss, Tänzer zu werden.“) Im Alter von 17 Jahren wurde er von seinem Vater vor die Tür gesetzt. Auch ließ der Vater sich von Joudehs Mutter scheiden.

### Bürgerkrieg und Übersiedlung in die Niederlande
Im Laufe des 2011 beginnenden Bürgerkriegs in Syrien verlor Joudehs Familie ihr Zuhause durch einen Bombenanschlag. Ebenso kamen fünf Verwandte während des Konflikts ums Leben. Wegen seiner Tätigkeit als Tänzer war Joudeh in dieser Zeit Bedrohungen seitens islamistischer Extremisten ausgesetzt. Diese drohten ihn zu enthaupten oder ins Bein zu schießen, weil seine Profession gegen die Religion verstoße. Er verfolgte aber das Tanzen weiter und ließ sich die Worte „Tanz oder stirb“ in Hindi auf seinen Nacken tätowieren. Das erfolgte aus Wertschätzung für die indische Kultur, die einen Gott des Tanzes kennt. Hätten Terroristen versucht ihre Drohungen wahrzumachen und Joudeh zu enthaupten, hätten sie beim Anlegen des Schwertes auf sein Lebensmotto blicken müssen.
Von 2009 bis Juli 2016 absolvierte Joudeh ein zusätzliches Studium in Tanz und Choreografie an der Hochschule für Darstellende Kunst in Damaskus. Er war eigenen Angaben zufolge im letzten Jahr der einzig verbliebene Student und trat gegen den Willen seiner Professoren zur Abschlussprüfung an. Sein Studium finanzierte er sich als Tänzer und mit Tanzunterricht, wodurch er sieben statt der üblichen vier Jahre studieren musste.
Seit Oktober 2016 lebt Joudeh in Amsterdam. Er zählt den italienischen Balletttänzer Roberto Bolle zu seinen Vorbildern. Im November 2016 folgte nach elf Jahren Trennung ein vom niederländischen Fernsehen begleitetes Wiedersehen sowie eine Versöhnung mit seinem Vater, der vor dem Bürgerkrieg nach Berlin geflüchtet war. Mittlerweile unterstützt ihn sein Vater. Im Jahr 2021 erhielt Joudeh die niederländische Staatsangehörigkeit.

## Karriere

### Entdeckung durch das Fernsehen
Im Jahr seiner Aufnahme am Enana Dance Theater absolvierte Joudeh auch seinen ersten großen Auftritt im Römischen Theater von Palmyra. Auch begleitete er die Kompanie auf Gastspielreisen u. a. nach Algerien, Jordanien, in den Libanon, Qatar und Tunesien. Seine Karriere wurde durch den 2011 ausbrechenden Bürgerkrieg in Syrien unterbrochen.
Im Jahr 2014 wurde Joudeh einem breiten Publikum durch seine Teilnahme an der arabischen Version der Tanz-Castingshow So You Think You Can Dance im Libanon bekannt. Eigenen Angaben zufolge hatte er als staatenloser Flüchtling keine Chance gehabt, die Show zu gewinnen. Im selben Jahr fing er an, als Tanzlehrer mit Kriegswaisen zu arbeiten und trat als Fundraiser für das syrische SOS-Kinderdorf in Erscheinung. Der beobachtete Tod eines Kindes während des Kriegs soll Joudeh zu diesem Engagement bewegt haben.
Einem internationalen Publikum außerhalb des arabischen Raums wurde Joudeh ab August 2016 durch eine Reportage des Niederländers Roozbeh Kaboly bekannt. Dieser hatte Joudeh auf der Facebook-Seite seiner Hochschule entdeckt. Der Fernsehjournalist reiste daraufhin nach Damaskus und dokumentierte den Alltag des Tänzers und seiner Familie im syrischen Bürgerkrieg für die Nachrichtensendung Nieuwsuur der niederländischen Rundfunkanstalt NOS. Darin führte Joudeh u. a. seinen „Tanz der Seelen“ im Römischen Theater von Palmyra auf und erinnerte damit an die Kriegsgräuel und die Opfer des Konflikts („Es war meine Art zu kämpfen, um die Kultur und Kunst am Leben zu erhalten“). Diesen Auftritt bezeichnete er rückblickend als einen Höhepunkt seiner Karriere, zu dem er in Anlehnung an die Flagge des Islamischen Staats (IS) schwarz trug, um die Terroristen auf dem zurückeroberten Territorium zu provozieren. Es stand nur eine Stunde Drehzeit in Palmyra zur Verfügung, die bei großer Hitze von 50 Grad Celsius stattfanden. Zum Zeitpunkt der Dreharbeiten verdiente sich Joudeh überwiegend seinen Lebensunterhalt als Tänzer, während er in seiner Freizeit weiter Kriegswaisen und Kindern mit Down-Syndrom kostenfreien Tanzunterricht zukommen ließ.
Kabolys Reportage wurde in der Folge in weiteren Ländern gezeigt, darunter in Frankreich und im Vereinigten Königreich. Bewegt von dem Fernsehbeitrag initiierte Ted Brandsen, künstlerischer Leiter des Dutch National Ballet, die Spendenkampagne Dance for Peace Fund, um Joudeh in die Niederlande einzuladen und an der dortigen nationalen Ballettakademie studieren zu lassen. Mit einem Studentenvisum konnte er auf legalem Weg Syrien verlassen und nach Amsterdam übersiedeln. Das ersparte Joudeh, den drohenden Militärdienst anzutreten und in der palästinensischen Befreiungsarmee unter dem syrischen Machthaber Baschar al-Assad zu kämpfen. In seiner neuen Heimat debütierte er mit Brandsens Ballettkompanie im Dezember 2016 in einer Inszenierung von Coppélia. Dort stand ihm mehr Zeit zum Training zur Verfügung, während er in Syrien Stücke selbst choreografiert, aufgeführt und auf YouTube hochgeladen hatte. Unter Kabolys Regie entstanden zwei weitere Reportagen für den NOS, die Joudehs Übersiedlung in die Niederlande (Veröffentlichung: Dezember 2016) und sein Wiedertreffen und Versöhnung mit seinem Vater in einem Flüchtlingsheim in Berlin sowie die Arbeit am Dutch National Ballet (Veröffentlichung: Januar 2017) zeigten.

### Arbeit als freischaffender Künstler
Seit dem Jahr 2017 tritt Joudeh als freischaffender Künstler in Erscheinung. Auftritte führten ihn ins europäischen Ausland sowie in die Vereinigten Arabischen Emirate. Auch trat er mit seinem Vorbild Roberto Bolle auf. Daneben machte er wiederholt künstlerisch und politisch auf die Situation von Flüchtlingen und deren Kinder aufmerksam, etwa in Zusammenarbeit mit dem SOS-Kinderdorf Italien, dem Europäischen Parlament oder den Vereinten Nationen.
Im Jahr 2018 erschien in Italien Joudehs Autobiografie unter dem Titel Danza o muori. Im selben Jahr wurde Roozbeh Kabolys Dokumentarfilm Dance or Die veröffentlicht, der ebenfalls im Titel auf Joudehs Tätowierung Bezug nimmt und seine Lebensgeschichte über zwei Jahre hinweg erzählt. Das knapp einstündige Werk wurde 2019 mit einem International Emmy Award in der Kategorie „Art Programming“ sowie mit dem erstmals in Wuppertal vergebenen Social Award des Dancescreen 2019 + Tanzrauschen Festivals Wuppertal ausgezeichnet. Ebenfalls im Jahr 2019 wirkte Joudeh in einer Hauptrolle als Tänzer und Choreograf in dem Stück Lik og Del am Kilden Theater in Kristiansand mit und unterstützt seither offiziell SOS-Kinderdorf international.
Nachdem der Eurovision Song Contest 2020 in Rotterdam aufgrund der COVID-19-Pandemie abgesagt werden musste, war Joudeh bei der Neuauflage am 20. Mai 2021 im zweiten Halbfinale gemeinsam mit dem niederländischen BMX-Fahrer Dez Maarsen zu sehen. Dabei verband er mit dem Stück Close Encounters of a Special Kind klassisches Ballett mit zeitgenössischem Tanz und Sufismus, wobei er mit dem belgischen Choreografen Sidi Larbi Cherkaoui vom Ballet Vlaanderen zusammen arbeitete. Joudeh zählte diesen Auftritt zum wichtigsten seiner Karriere, bei dem er für mehr Diversität werben wollte. Er war neben den regulären Teilnehmern Manizha (Russland) und Tusse (Schweden) der einzige Künstler in Rotterdam mit Flüchtlingshintergrund.
Aufgrund der Pandemie zerschlugen sich Projekte, in denen Joudeh als Choreograf klassische und arabische Elemente vereinen wollte. Auch plant er, irgendwann nach Syrien zurückzukehren und dort eine nationale Ballettkompanie zu gründen. Ebenfalls möchte er im von IS-Kämpfern beschädigten römischen Theater von Palmyra wieder aufzutreten.